# Archiwum Państwowe w Lesznie
Archiwum Państwowe w Lesznie – utworzone jako oddział powiatowy, na podstawie rozporządzenia ministra oświaty z 21 lipca 1950 roku.

## Historia
10 listopada 1950 roku mgr Władysław Chojnacki został upoważniony przez dyrektora Archiwum Państwowego w Poznaniu do zorganizowania oddziału powiatowego w Lesznie, które początkowo zajmowało niewielki lokal przy ul. Bolesława Chrobrego. 29 maca 1951 roku zmieniono nazwę na Powiatowe Archiwum Państwowe w Lesznie. W latach 1965–1981 na potrzeby archiwum władze miejskie przydzielały kolejne lokale. Archiwum swoim nadzorem obejmowało powiaty: gostyński, kościański, leszczyński, rawicki, wolsztyński i miasto Leszno, a także w latach 1950–1953 powiat wschowski. 1 lutego 1976 roku, w związku z utworzeniem województwa leszczyńskiego, zmieniono nazwę na Wojewódzkie Archiwum Państwowe w Lesznie. W 1983 roku ponownie zmieniono nazwę na Archiwum Państwowe w Lesznie. W 2000 roku władze miejskie przekazały na potrzeby archiwum budynek przy ul. Solskiego, który po dokonaniu adaptacji oddano do użytku w 2002 roku.
Kierownicy i dyrektorzy archiwum
1950–1953. Władysław Chojnacki.
1953–1961. Wacław Nawrocki.
1962–2004. Aleksander Piwoń.
2004– nadal Elżbieta Olender.